# 갈리폴리 상륙작전
《갈리폴리 상륙작전》(튀르키예어: Son Mektup)는 2015년 공개된 전쟁 액션 드라마 영화이다.

## 출연
- 탄셀 온겔 - 타이야레치 역
- 세스린 카바드자데 - 니할 역
- 후세인 아브니 다니얼 - 세밧 역